# Rhipsalis baccifera
Rhipsalis baccifera ou Mistletoe cactus é um Cacto Epífito originário da América do Sul e Central, Caribe e Florida. Ele também se estende ao longo das regiões trópicas da África e Ásia. Esta é a única espécie de cacto que ocorre naturalmente fora do Novo Mundo, embora acredita-se que R. baccifera foi introduzido relativamente recentemente para o Velho Mundo por Aves migratórias ou acidentalmente por navios e depois disseminada por aves que se alimentam dos frutos.

## Nomeação
A espécie mostra um considerável polimorfismo e pode ser dividida em numerosa subespécies. Normalmente espécimes da Mesoamérica são normalmente tetraploides e da América do Sul são espécimes diploides. A nomeação da espécie é confusa e existem muitos nomes obsoletos. Estes incluem:
| - Cactus caripensis - Cactus fasciculatus - Cactus pendulus - Cassyta baccifera - Cassytha filiformis - Hariota fasciculata - Rhipsalis baccifera ssp. fasciculata - Rhipsalis baccifera ssp. rhodocarpa - Rhipsalis bartlettii - Rhipsalis caripensis - Rhipsalis cassutha - Rhipsalis cassuthopsis - Rhipsalis cassytha var. rhodocarpa - Rhipsalis cassythoides | - Rhipsalis dichotoma - Rhipsalis fasciculata - Rhipsalis heptagona - Rhipsalis hookeriana - Rhipsalis hylaea - Rhipsalis madagascariensis - Rhipsalis mesembryanthoides - Rhipsalis minutiflora - Rhipsalis neocassutha - Rhipsalis parasitica - Rhipsalis parasitica - Rhipsalis pilosa - Rhipsalis undulata - Rhipsalis suarensis - Rhipsalis suareziana |